# Vargha Imre
Vargha Imre (Szolnok, 1876. február 26. – Budapest, 1945. március 13.) magyar közgazdász, 1931-ben állami megbízott pénzügyminiszteri hatáskörben.

## Életpályája
A budapesti tudományegyetemen szerzett jogi doktori oklevelet. Hivatali pályáját 1894-ben a pénzügyminisztériumban kezdte. 1916-ban tanácsjegyző, majd elnöki titkár a közigazgatási bíróságon, 1918-ban közigazgatási bírónak nevezték ki. 1921-től 1935-ig pénzügyi államtitkár, közben 1931. július 24-től december 16-ig meg volt bízva a pénzügyminisztérium adminisztratív teendőinek intézésével miniszteri hatáskörben. 1931–1935-ben Pécs város egységes párti országgyűlési képviselője. 1936–1944-ben a Legfőbb Állami Számvevőszék elnöke. 1928-tól kezdve a közgazdaságtudományi karon mint t. ny. r. tanár pénzügyi jogot adott elő. Több éven át részt vett az Adó- és Illetékügyi Szemle szerkesztésében. A Magyar Földhitelintézetek Országos Szövetségének elnöke volt.